# Daddy's Gone A-Hunting
Pour les articles homonymes, voir Daddy's gone a hunting (homonymie).
Pour plus de détails, voir Fiche technique et Distribution.
Daddy's Gone a-Hunting est un mélodrame muet réalisé par Frank Borzage, sorti en 1925.

## Synopsis
Après plusieurs années de mariage, la vie de Julian avec sa femme Edith a engourdi son inspiration artistique, et il la persuade de prendre un travail pour financer ses études d'art à l'étranger. Julian passe un an à Paris et revient chez lui, très bohème. Edith et lui déménagent dans une colonie d'artistes, et elle réalise rapidement que son affection pour elle s'est affaiblie. Les seules consolations d'Edith sont sa petite fille et son amitié pour Greenough, qui offre de l'épouser. Julian s'écarte volontiers, mais il réalise plus tard ce qu'il a perdu et peint un tableau nommé Realization, qui lui vaut une reconnaissance internationale. Sa fille Janet a un accident, et Julian revient à temps à son chevet pour la regarder mourir, après quoi Edith et lui décident de recommencer leur vie ensemble.

## Fiche technique
- Titre original : Daddy's Gone a-Hunting
- Réalisation : Frank Borzage
- Scénario : Kenneth B. Clarke, d'après  le roman Daddy's Gone a-Hunting de Zoe Akins
- Décors : Cedric Gibbons
- Photographie : Chester Lyons
- Montage : Frank Sullivan
- Production : Frank Borzage
- Société de production : Metro-Goldwyn Pictures Corporation
- Société de distribution : Metro-Goldwyn Distributing Corporation
- Pays de production :  États-Unis
- Langue : anglais
- Format : Noir et blanc - 35 mm - 1,37:1 - Muet
- Genre : Mélodrame
- Durée : 60 minute
- Date de sortie :
  - États-Unis : 8 mars 1925

## Distribution
- Alice Joyce : Edith
- Percy Marmont : Julian
- Virginia Marshall : Janet
- Helena D'Algy : Olga
- Ford Sterling : Oscar
- Holmes Herbert : Greenough
- Edythe Chapman : Mme Greenough
- James O. Barrows : Colonel Orth
- James T. Mack : Benson
- Martha Mattox : Mme Wethers
- Charles Crockett : M. Smith
- Kate Toncray : Mme Smith